# Darłówko
Darłówko (deutsch Rügenwaldermünde, 1936–1945 Rügenwalde-Bad) ist ein Seebad an der Ostseeküste in Hinterpommern, heute in der polnischen Woiwodschaft Westpommern gelegen. Das Seebad ist ein Stadtteil von Darłowo (Rügenwalde).

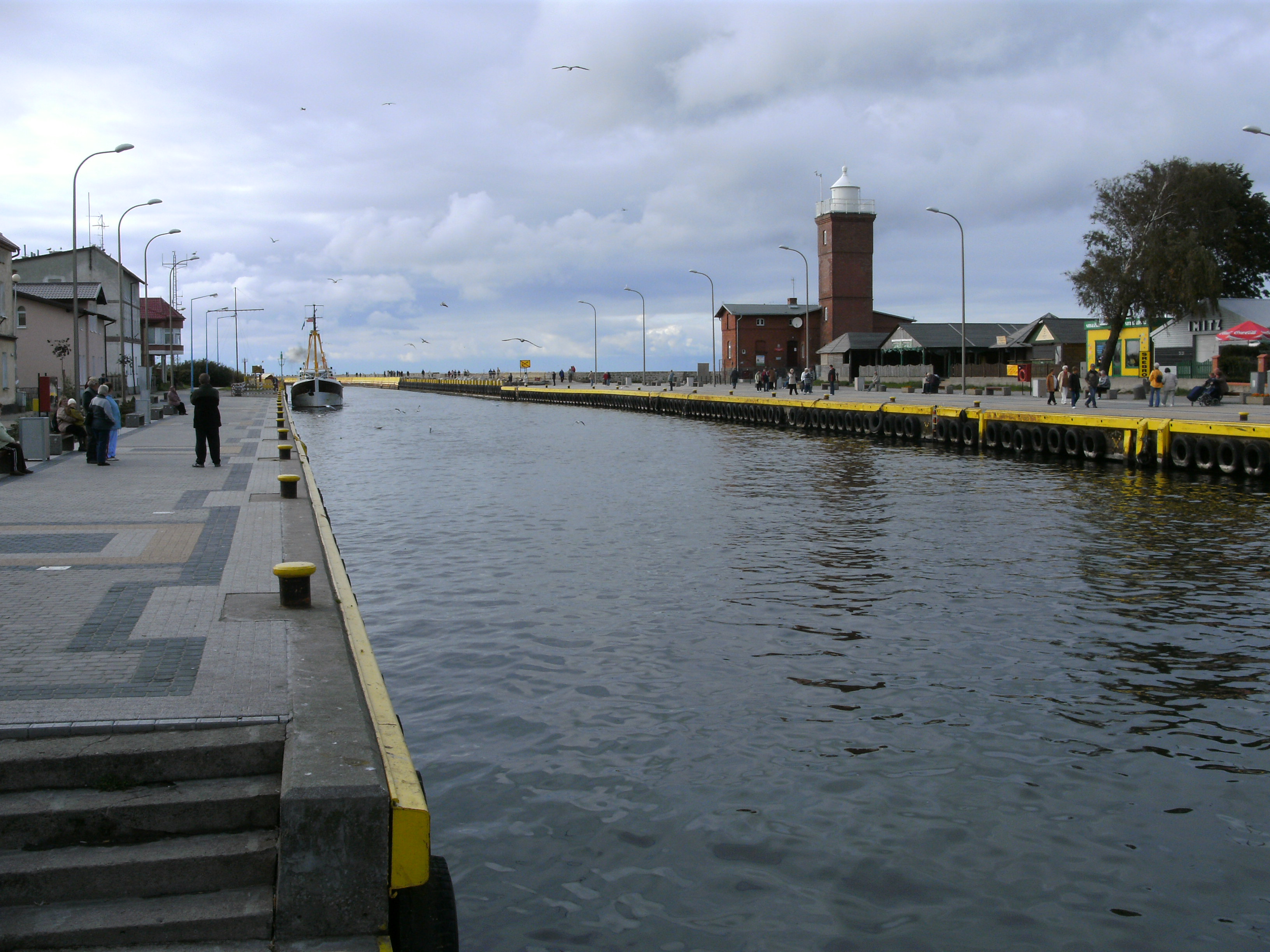
Hafeneinfahrt mit Leuchtturm, von der Schiebebrücke aus gesehen (September 2008)

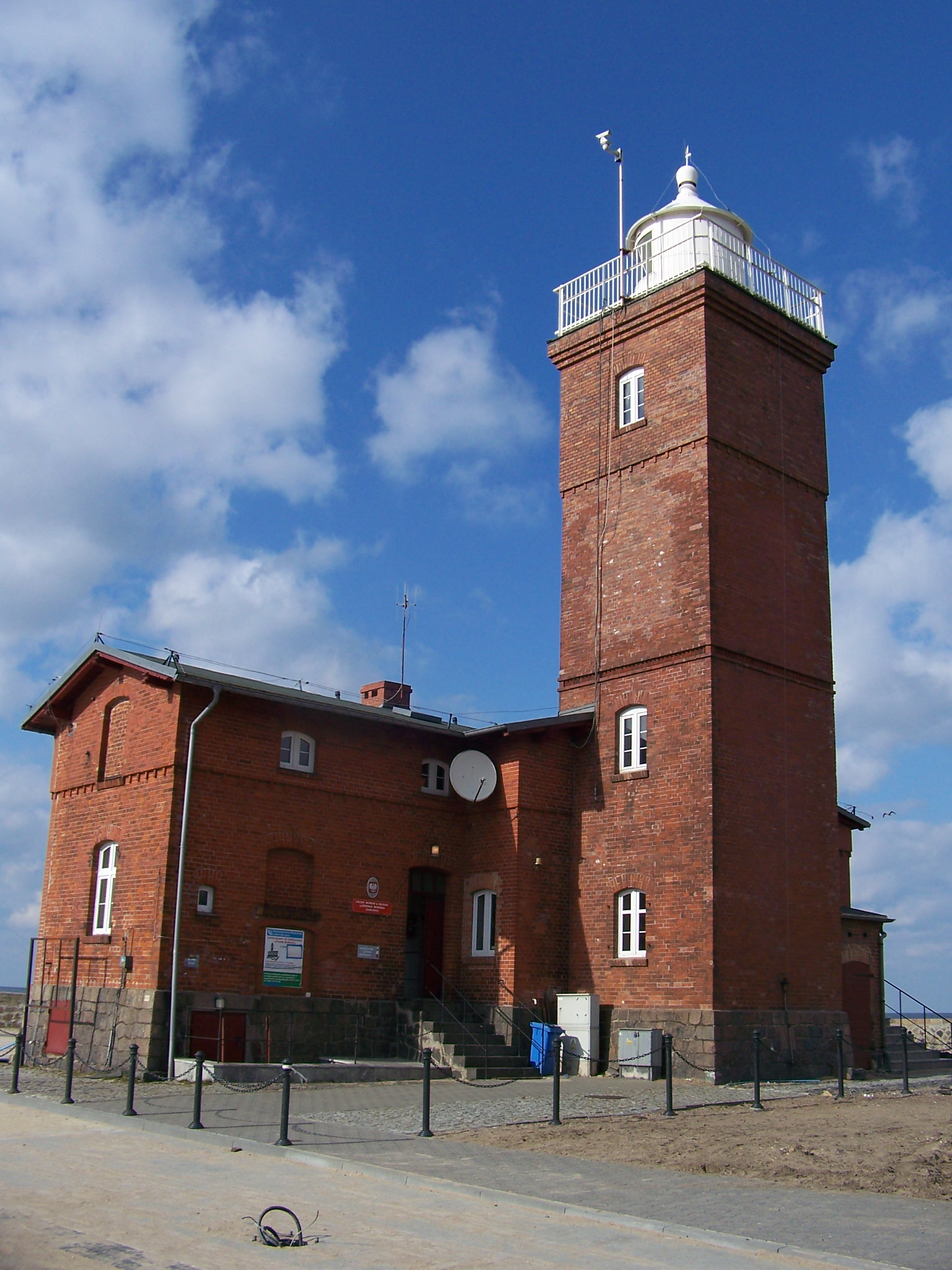
Leuchtturm von Rügenwaldermünde

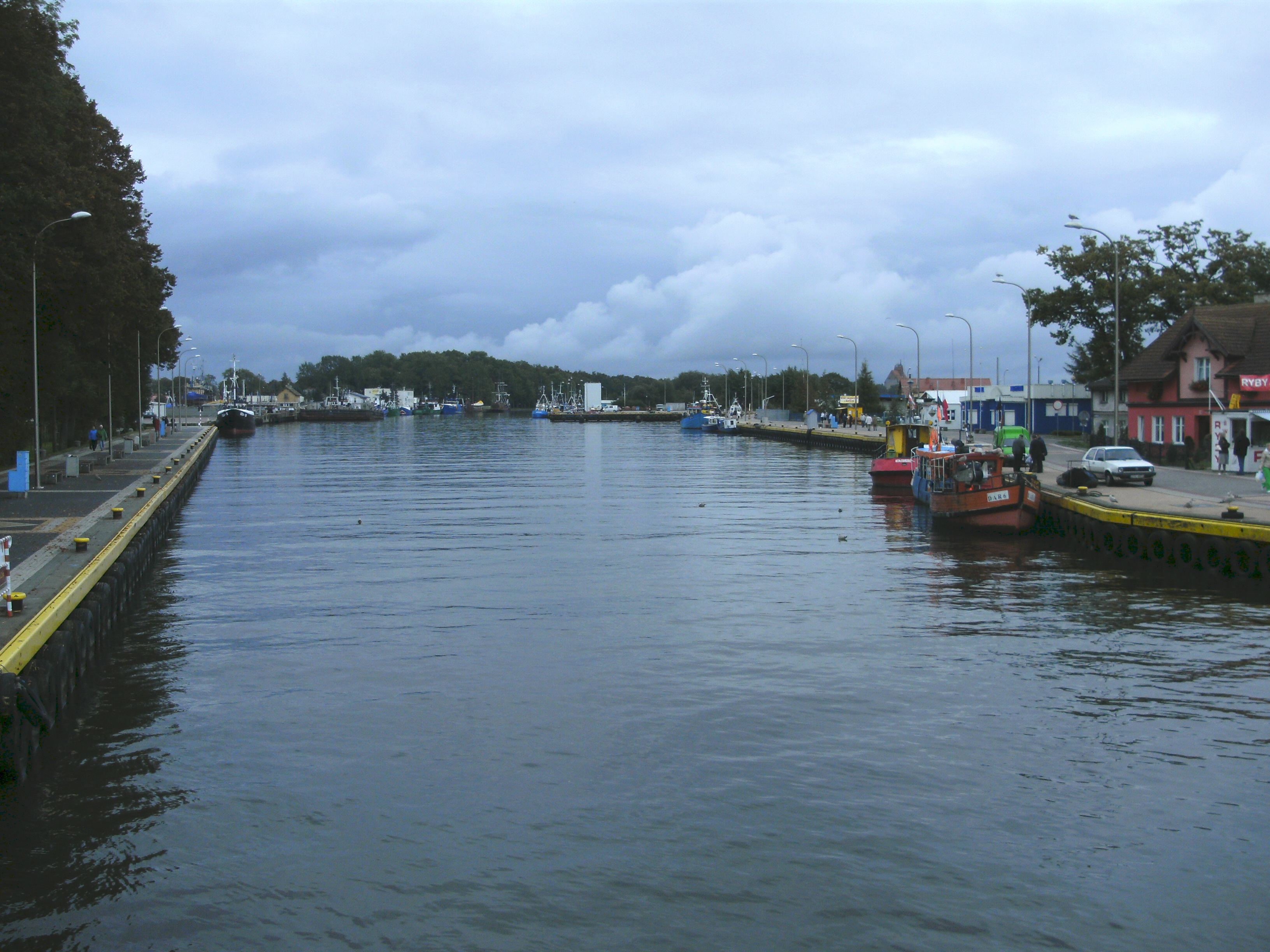
Hafen von Rügenwaldermünde, von der Schiebebrücke auf der Hafeneinfahrt aus gesehen

Plan des Hafens (1842)

Die Mündung der Wipper (Wieprza) teilt den Ort in zwei Hälften. Wahrzeichen ist der Leuchtturm an der Hafeneinfahrt, die von einer Schiebebrücke überspannt wird. Der Darłówkoer Hafen ist ein Fischerei- und Handelshafen. Die Schiebebrücke ist nur für Fußgänger passierbar; Kraftfahrzeuge müssen den Umweg über Darłowo nehmen, um den Ortsteil von Darłówko auf der anderen Seite der Hafeneinfahrt erreichen zu können. Darłówko hat heute 1.600 Einwohner.
Rügenwaldermünde war das älteste Seebad Preußens (1814) und ist bis heute ein Seebad geblieben. Der Ort wird wegen seines Mikroklimas, seines feinsandigen Strandes und seiner Dünen geschätzt. Zahlreiche Freizeiteinrichtungen stehen den Gästen zur Verfügung. In jüngster Zeit wurden sie durch ein Hallenbad ergänzt.

## Geschichte
An dem Ort lag früher das Dorf Münde, welches dann eingemeindet wurde. Rügenwaldermünde wurde auch noch um die Mitte des vergangenen Jahrhunderts oft kurz „Münde“ genannt. Das Dorf Münde, das 1327 als Zollstation erstmals erwähnt wurde, soll von der Wendenburg Dirlow gegründet worden sein. Fischer- und Seefahrerfamilien ohne eigenen Landbesitz lebten hier, die der Gerichtsbarkeit von Rügenwalde unterstanden. Über die Jahrhunderte war Rügenwaldermünde Lotsenstation für den Hafen von Rügenwalde. Seit 1684 konnte die Wipper an der Hafenzufahrt über eine Zugbrücke holländischer Bauart überquert werden.
Während des Dreißigjährigen Kriegs wurde der Hafen von den kaiserlichen Truppen zerstört, da er im Krieg gegen König Gustav Adolf von Schweden strategische Bedeutung hatte. Während des Siebenjährigen Kriegs gingen am 30. Juli 1761 auf der Reede vor dem Hafen russische Kriegsschiffe vor Anker, und in den darauffolgenden Tagen wurden russische Landtruppen ausgeschifft, die u. a. auch Rügenwalde besetzten. Um das Jahr 1784 gab es in Münde insgesamt 16 Haushaltungen, in denen vorwiegend Fischer und Schiffer lebten.
Erst unter Friedrich dem Großen wurde mit dem Wiederaufbau des Hafens begonnen. 1785 gewährte dieser preußische König für den Aufbau einer Segeltuchfabrik in Rügenwalde ein Darlehen in Höhe von 5.000 Reichstalern, und er steuerte 400 Reichstaler für die Errichtung einer Segeltau-Manufaktur bei.
In der ersten Hälfte des 19. Jahrhunderts gehörte der Hafen von Rügenwalde zu den zehn verkehrsreichsten Häfen des Preußischen Staates, rangierte jedoch gemeinsam mit Kolberg und Stolpmünde auf den letzten Plätzen. Im Jahr 1848 waren hier 17 Handelsschiffe beheimatet. Der Hafen hatte früher eine lange, ins Meer hinausreichende Westmole, die beseitigt wurde.
Der Hafen, der in seiner Geschichte immer wieder durch Versandung bedroht war, wurde 1873 bis 1879 in seiner heutigen Form ausgebaut. Der Hafenausbau führte zu vermehrtem Personenzuzug in das Dorf, das bis dahin lediglich 200 Einwohner zählte. Am Fuße des Ostpiers wurde 1885/86 ein Lotsenhaus aus roten Backsteinziegeln mit einem Leuchtfeuer an der Südseite errichtet. Der Turm wurde 1927 von 13 auf 21 Meter erhöht. Es ist daher immer noch das Symbol von Darłówko.
Im Ersten Weltkrieg wurde am Darlowberg, westlich von Rügenwaldermünde, ein kleiner Militärflugplatz angelegt. Im Jahr 1935 begann in der Suckowschen Heide und in den Kiefernwäldern hinter den Dünen westlich von Rügenwaldermünde der Bau eines Schießplatzes für schwere Artillerie.
1936 wurde Rügenwaldermünde als Rügenwalde-Bad in die drei Kilometer östlich gelegene Stadt Rügenwalde eingemeindet.
Im Zweiten Weltkrieg wurden auf dem Schießplatz Rügenwalde-Bad schwere Geschütze eingeschossen, darunter auch Eisenbahngeschütze wie die 33 Meter lange Kanone K5 Krupp 28 cm mit einer Reichweite von 80 km. Für ballistische Tests stand ein Zielgebiet in der Ostsee im Seegebiet vor Großmöllen und Henkendorf zur Verfügung. Für Geschütze mit noch größerer Reichweite wurden Zielgebiete in 120 bis 130 km Entfernung vor Swinemünde und dem Seebad Dievenow benutzt. Vor Kriegsende wurden die wichtigsten Anlagen des Schießplatzes von der Wehrmacht gesprengt.
1945 wurde Rügenwaldermünde von der Roten Armee eingenommen. Anschließend wurde der Ort polnischer Verwaltung unterstellt. Es begann nun die Zuwanderung von Polen und Ukrainern, die zunächst größtenteils aus Gebieten östlich der Curzon-Linie kamen. Die ansässige deutsche Bevölkerung wurde auf der Grundlage der Bierut-Dekrete bis 1947 vertrieben.
Nach dem Krieg wurde der Schießplatz Rügenwaldermünde zunächst von der sowjetischen Armee benutzt, dann von der polnischen Armee. Auf dem Gelände des Schießplatzes finden heute regelmäßig internationale Tagungen zum Themenkreis Wehrtechnik und internationale Sicherheit statt. Der Militärflugplatz in der Nähe des Darlowbergs ist noch heute in Betrieb.

## Söhne und Töchter des Ortes
- Friedrich Hermann (1880–1937), deutscher Konteradmiral und Reichskommissar beim Seeamt Bremerhaven